# Transitivt verb
Ett transitivt verb är inom grammatik ett verb som kan ha ett eller flera objekt. Inte alla verb kan sammankopplas med ett objekt, men transitiva verb är grupperingen av verb som kan det. 

## Exempel
Exempel på fraser med transitiva verb, där de användbara objekten markerats i fetstil, syns nedan:
- Jag tar en kopp kaffe.
- Jag målar huset
- Jag plöjer åkern.

Prövar man i stället ett intransitivt verb, som är motsatsen, ser man genast att det blir problem att lägga till ett objekt:
- Jag somnar —
- Jag springer —

Bestämningen till ett transitivt verb kallas objekt. När det handlar om flera objekt talar man om direkt objekt (i vissa språk kallat ackusativobjekt) och indirekt objekt (även kallat dativobjekt). Exempel på fraser med två objekt istället för ett:
- Kassörskan gav växeln (dir.) till honom (indir.)
- Han lånade vännen (indir.) hundra kronor (dir.)